# Les Deux Canards (film)
Pour l’article homonyme, voir Les Deux Canards.
Pour plus de détails, voir Fiche technique et Distribution.
Les Deux Canards est un film français réalisé par Erich Schmidt, produit par Bernard Natan et Henri Ullmann, sorti en salle en avril 1934. Il s'agit d'une adaptation cinématographique de la pièce de théâtre éponyme de Tristan Bernard et Alfred Athis, sur un scénario de Roger Féral et Jacques Monteux.

## Fiche technique
- Musique : Lionel Cazaux et Pierre Guillemin
- Production : Bernard Natan et Henri Ullmann

## Distribution
- René Lefèvre : Gélidon
- Saturnin Fabre : Baron de Saint-Amour
- Florelle : Yvonne Béjun
- Dranem : M. Béjun
- Simone Héliard : Claire
- Guy Sloux : le dandy prétentieux